# فابريزيو ميلارا
فابريزيو ميلارا (بالإيطالية: Fabrizio Melara)‏ (6 مايو 1986 بتشيفيتافيكيا في إيطاليا - ) هو لاعب كرة قدم إيطالي في مركز الوسط. لعب مع نادي ريجينا.

## وصلات خارجية
- فابريزيو ميلارا على موقع قاعدة بيانات كرة القدم.إي يو (الإنجليزية)
- فابريزيو ميلارا على موقع بيانات كرة القدم. دي إي (الألمانية)
- فابريزيو ميلارا على موقع Soccerbase.com (لاعب) (الإنجليزية)
- فابريزيو ميلارا على موقع Soccerway.com (الإنجليزية)
- فابريزيو ميلارا على موقع عالم كرة القدم.نت (الإنجليزية)